# Parafia Ducha Świętego we Wrocławiu
Parafia Ducha Świętego we Wrocławiu – rzymskokatolicka parafia we Wrocławiu, wchodząca w skład dekanatu Wrocław południe w archidiecezji wrocławskiej.

## Historia
Parafia została erygowana w roku 1929 decyzją ordynariusza ówczesnej diecezji wrocławskiej kardynała Adolfa Bertrama w momencie oddania do użytku nowo wybudowanego kościoła. Budowę świątyni rozpoczęto w roku 1927, na działce zakupionej rok wcześniej. Kościół znajdował się przy ulicy Nyskiej, a jego plebania na równoległej do niej, nieistniejącej już dziś ulicy Nowokościelnej. W czasie oblężenia miasta w roku 1945 świątynia została poważnie zniszczona i po wojnie została wyburzona. Nowy kościół budowany w latach 1973-1979 został konsekrowany w roku 1994.
Proboszczami parafii byli:
- ks. Johannes Gullitz 1929–1947
- ks. Jan Dmochowski 1947–1959
- ks. Władysław Nachtmann 1959–1969[1]
- ks. Stefan Wójcik 1969–2001[2]
- bp Jan Tyrawa 2001–2002
- ks. kan. Czesław Jan Mazur 2002–2018[3]
- ks. prał. Andrzej Nicałek

## Obszar parafii
Parafia swym zasięgiem obejmuje ulice osiedli Gaj, Huby i częściowo Tarnogaj - Armii Krajowej, Bardzką, Buforową (do ul. Konduktorskiej), Glogera, Henrykowską, Hubską (nry 119-123), Jesionową, Kamienną (numery nieparzyste, od ul. Bardzkiej do Borowskiej), Krynicką, Morwową, Nyską, Orłowicza, Orzechową (nr 91-114), Otmuchowską, Owocową, Paczkowską, Piękną, Prudnicką, Sernicką, Śliczną, Śliwkową, Terenową (od nr 30 do końca), Widną, Wieczystą, Winogronową, Gen. Zaruskiego, Zmorskiego.
Pod zarządem parafii, od roku 1978, znajduje się Cmentarz Ducha Świętego (dawniej: św. Henryka), znajdujący się tam kościół pw. Zmartwychwstania Pańskiego jest pomocniczą świątynią parafii, w okresie letnim odprawiane są w nim msze niedzielne.